# HTC Titan
HTC Titan – smartfon firmy HTC, zaprezentowany 1 września 2011 roku.